# Contopus pertinax
El  pibí tengofrío  (Contopus pertinax), también conocido como pibí mayor (en México y Nicaragua), piwi mayor (en Honduras), papamoscas José María o tengofrío grande (en México), es una especie de ave paseriforme de la familia Tyrannidae, perteneciente al numeroso género Contopus. Es nativo del sur de América del Norte y de América Central. 

## Distribución y hábitat
Se distribuye como residente permanente desde el norte de México, hacia el sureste, de forma disjunta, por Guatemala, Belice, El Salvador, Honduras, hasta el noroeste de Nicaragua. Las poblaciones que crían desde el suroeste de Estados Unidos (centro de Arizona, suroeste de Nuevo México) hasta el norte de México (norte de Chihuahua, norte de Sonora) migran hacia el sur en los inviernos boreales.
Esta especie se reproduce en hábitats preferenciales como los bosques de coníferas con sotobosque de encinos, en altitudes entre 2100 y 3000 m en el norte de su zona; en Oaxaca es encontrado entre 1360 y 2575 m en bosques pino-encino tanto áridos como húmedos. En el sur de México y América Central, se encuentra desde los 400 m en Belice hasta los 3000 m en Chiapas, pero es más común entre los 1000 y 1500 m.

## Sistemática

### Descripción original
La especie C. pertinax fue descrita por primera vez por los ornitólogos alemanes Jean Cabanis y Ferdinand Heine en 1859 bajo el mismo nombre científico; su localidad tipo es: «Jalapa, México».

### Etimología
El nombre genérico masculino «Contopus» se compone de las palabras del griego «kontos» que significa ‘percha’, y «podos» que significa ‘pies’; y el nombre de la especie «pertinax», en latín significa ‘tenaz’, ‘persistente’.

### Taxonomía
Anteriormente estuvo colocada en un género Myiochanes y también fue considerada conespecífica con Contopus fumigatus. La subespecie descrita C. pertinax pallidiventris Chapman, 1897 se considera indivisible de la nominal.

### Subespecies
Según las clasificaciones del Congreso Ornitológico Internacional (IOC) y Clements Checklist/eBird se reconocen dos subespecies, con su correspondiente distribución geográfica:
- Contopus pertinax pertinax Cabanis & Heine, 1859 – suroeste de Estados Unidos (centro y suroeste de Arizona, suroeste de Nuevo México) y oeste y centro de México (al sur hasta el istmo de Tehuantepec); en los inviernos al sur hasta Guatemala.
- Contopus pertinax minor (W. Miller & Griscom, 1925) – sur de México (principalmente al este del istmo de Tehuantepec), Guatemala y Belice al sur hasta el centro norte de Nicaragua.